# 萨默塞特广场
萨默塞特广场（Somerset Place）位于英格兰萨默塞特郡巴斯，是一组乔治式的新月楼，一级登录建筑。立面由建筑师约翰·伊夫利设计，始建于1790年，直到1820年代才完成。
1784年托马斯·潘恩购地兴建可俯瞰巴斯的住宅。原计划兴建20栋，但1至4号始终没有建造。
该新月楼在二战期间部分被毁，在1950年代和1960年代改建为巴斯家政学院的学生宿舍，现在是巴斯思巴大学的校园的一部分，用于学生住宿和英语语言课程。